# Amoxicilina
La amoxicilina es un antibiótico semisintético derivado de la penicilina. Se trata de una amino penicilina.
Actúa contra un amplio espectro de bacterias, tanto Gram positivos como Gram-negativos. Por esto se emplea a menudo como primer fármaco en infecciones de diferente gravedad, tanto en medicina humana como también en veterinaria. Se utiliza por vía oral o parenteral, aunque la forma parenteral (intramuscular o intravenosa) no está aprobada en todos los países debido a su comprobado daño al sistema auditivo y renal, causando en algunos casos sordera.
La amoxicilina fue probada por primera vez en 1972. Desde entonces se comercializa entre otros por parte de GlaxoSmithKline con el nombre de Amoxil®, Clamoxyl® o Augmentine®. Hoy la patente ha caducado y se encuentra en el mercado también con otros nombres como Actimoxi®, Amoxibiotic®, Amoxicilina®, Amoxidal®, Pamoxicillin®, Lamoxy®, Polymox®, Trimox®, Tolodina® y Zimox® (Nota: las denominaciones comerciales pueden variar en diferentes países).
A pesar de su amplio espectro, no es estable frente a beta lactamasas, por lo que no debe usarse frente a infecciones por gérmenes productores de las mismas.
Sin embargo, hay preparados comerciales con la adición de ácido clavulánico o sulbactam, que aumentan su estabilidad y amplían su espectro en estos casos.
Como todas las penicilinas puede provocar reacciones alérgicas severas o efectos secundarios como fiebre, náuseas, vómitos o diarrea.

## Mecanismo de acción
Como las demás penicilinas, la amoxicilina impide en las bacterias la correcta formación de la pared celular. Concretamente, inhibe la conexión entre las cadenas peptidoglicáneas lineares que forman la mayor parte de las paredes de los microorganismos Gram-positivos.
Al impedir que la pared celular se construya correctamente, la amoxicilina ocasiona, en último término, la muerte del microorganismo.
Es absorbida rápidamente en el intestino delgado (disponibilidad de aproximadamente el 80 %) tanto en ayunas como tras la ingesta de alimentos.
Es eliminada con la orina sin ser metabolizada.
La amoxicilina no resiste la acción hidrolítica de las beta-lactamasas de muchos estafilococos, por lo que no se usa en el tratamiento de estafilococias.
Aunque la amoxicilina es activa frente a los estreptococos, muchas cepas se están volviendo resistentes mediante mecanismos diferentes de la inducción de β-lactamasas, por lo que la adición de ácido clavulánico no aumenta la actividad de la amoxicilina frente a estas cepas resistentes.
Dado que muchos otros gérmenes se están volviendo resistentes a la amoxicilina, se recomienda realizar un antibiograma antes de instaurar un tratamiento con amoxicilina, siempre que ello sea posible.
Existen algunas cepas resistentes a este fármaco. Especialmente todas las cepas de Pseudomonas spp., Klebsiella spp., Enterobacter spp., indol-positivos Proteus spp., Serratia marcescens, y Citrobacter spp. son resistentes. La cantidad de cepas resistentes de Escherichia coli parece aumentar.

## Indicaciones
La amoxicilina está indicada en el tratamiento de infecciones sistémicas o localizada causadas por microorganismos gram-positivos y gram-negativos y algunos anaerobios sensibles, en el aparato respiratorio, tracto gastrointestinal o genitourinario, de piel y tejidos blandos y odontoestomatológicas.
También está indicado en la enfermedad o borreliosis de Lyme, en el tratamiento de la infección precoz localizada (primer estadio o eritema migratorio localizado) y en la infección diseminada o segundo estadio y en el tratamiento de erradicación de H. pylori, en asociación con un inhibidor de la bomba de protones y en su caso a otros antibióticos. Además, se utiliza en la prevención de endocarditis bacterianas en pacientes de riesgo.[cita requerida]

## Contraindicaciones

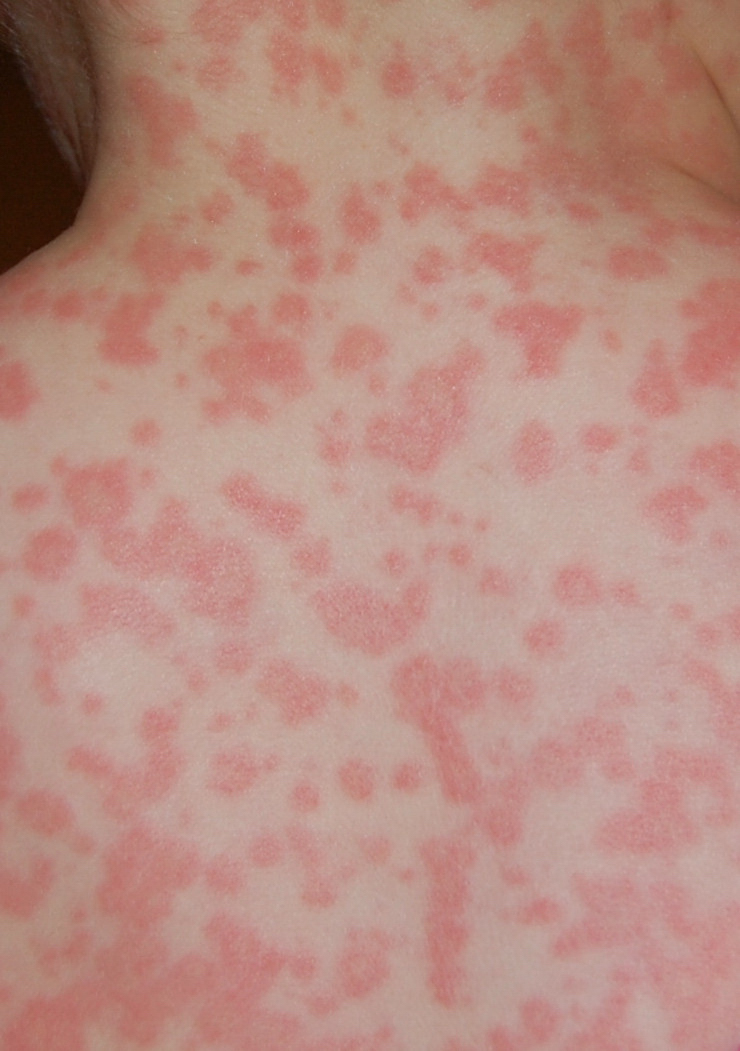
Erupción cutánea por amoxicilina

La amoxicilina está contraindicada en pacientes con alergias conocidas a las penicilinas, a las cefalosporinas o al imipenem.
La incidencia de hipersensibilidad cruzada es del 3 al 5 %.
Los pacientes con alergias, asma o fiebre del heno son más susceptibles a reacciones alérgicas a las penicilinas. También está contraindicada en pacientes hipertensos.
En los pacientes con insuficiencia renal (CrCl < 30 ml/min) se deben ajustar las dosis de amoxicilina.
La amoxicilina está clasificado en la categoría B de riesgo para el embarazo.
Los datos en animales indican que el fármaco no es teratogénico y, en general, las penicilinas son consideradas como fármacos seguros durante el embarazo.
La amoxicilina se excreta en la leche materna en pequeñas cantidades y puede producir sarpullido, diarrea o superinfecciones en los lactantes.
Se deberán considerar estos riesgos para el lactante cuando se prescriba un tratamiento con amoxicilina a la madre.
La amoxicilina se debe usar con precaución en pacientes con leucemia linfática que son más susceptibles a los rash.
Lo mismo ocurre en los pacientes con sida, otras infecciones virales y especialmente en los pacientes con mononucleosis.
La administración de amilorida antes de la amoxicilina reduce la biodisponibilidad del antibiótico en 27 % y la Cmax en 25 %.
No se observaron variaciones en el aclaramiento renal de la amoxicilina.
Aunque se desconoce la significancia clínica de esta interacción se recomienda no administrar ambos fármacos simultáneamente, dejando transcurrir unas dos horas como mínimo entre uno y otro fármaco.
El probenecid inhibe la excreción tubular de la amoxicilina, aumentando los niveles plasmáticos del antibiótico.
En la práctica clínica estos dos fármacos se suelen asociar para el tratamiento de la gonorrea.
Por regla general, esta interacción no ocasiona problemas clínicos excepto en pacientes con insuficiencia renal.
En muchas ocasiones, los antibióticos aminoglucósidos de muestran sinérgicos con la amoxicilina frente a enterococos y estreptococos del grupo B.
Sin embargo, por existir una incompatibilidad química, ambos antibióticos no se deben mezclar ni administrar al mismo tiempo.
Algunas penicilinas inactivan los antibióticos.
La neomicina inhibe parcialmente la absorción oral de la amoxicilina.
El uso concomitante de la amoxicilina y el ácido clavulánico mejoran la actividad antibacteriana de la amoxicilina frente a las bacterias que producen beta-lactamasas como la H. influenzae.
Esta interacción es aprovechada existiendo preparados comerciales de amoxicilina más ácido clavulánico.
La amoxicilina en grandes dosis inhibe la excreción tubular renal de metotrexato, aumentando las concentraciones plasmáticas de este último y, por consiguiente, su potencial toxicidad.
De igual manera, se ha observado que la administración concomitante de amoxicilina y alopurinol aumentan la incidencia de las eflorescencias inducidas por este último.
Se han documentado casos de fracasos anticonceptivos en pacientes tratadas con amoxicilina, aunque se desconoce la naturaleza de esta interacción.
Por lo tanto, se recomienda advertir a las pacientes que se encuentren bajo anticonceptivos orales de la posibilidad de un fallo anticonceptivo para que tomen medidas alternativas durante el tratamiento con amoxicilina.
La nifedipina parece aumentar las absorción de la amoxicilina estimulando el transporte activo del antibiótico a través del epitelio intestinal.
Sin embargo, esta interacción parece no tener ninguna significancia clínica.
La bromelina aumenta la absorción de la amoxicilina.
Se observó que 80 mg de bromelina administrados conjuntamente con la amoxicilina aumentaba los niveles plasmáticos del antibiótico, aunque se desconoce el mecanismo de esta interacción.
Una antigua publicación también informa que la bromelina mejora la acción antibacteriana de algunos antibióticos como la penicilina, el cloramfenicol y la eritromicina en el tratamiento de una serie de infecciones, y pacientes que no habían respondido al tratamiento previamente, se curaron al añadir bromelina cuatro veces al día.
Algunos médicos prescriben dosis de bromelina de 2400 udg (unidades disolventes de gelatina).
No se ha comprobado que la levadura probiótica Saccharomyces boulardii reduzca la frecuencia de la diarrea en pacientes tratados con amoxicilina. Existe esta interacción en pocos casos.
Las dosis de Saccharomyces boulardii es de 1 g diario.[¿dónde?]
Por el contrario, niños que fueron tratados con una combinación de Lactobacillus acidophilus, Lactobacillus bulgaricus y amoxicilina, no mostraron una reducción en la incidencia de la diarrea.
De esta manera, no parece que el yogur proteja significativamente de la diarrea inducida por la amoxicilina.
Se han observado falsos positivos en los tests de glucosa en orina de pacientes tratados con penicilinas, en las pruebas que usan solución de Benedict o de Fehling o Clinitest®.
Sin embargo, esta interacción no se produce con las tiras reactivas basadas en la glucosa-oxidasa.
En veterinaria no se lo aplica.

## Reacciones adversas
Los efectos secundarios más frecuentes son los asociados a reacciones de hipersensibilidad y pueden ir desde un sarpullido sin importancia a serias reacciones anafilácticas.
Se ha descrito
- eritema multiforme.
- dermatitis exfoliativa.
- rash maculopapular con eritema.
- necrólisis epidérmica tóxica.
- síndrome de Stevens-Johnson.
- exantema fijo medicamentoso.[1]
- vasculitis.
- urticaria.

La amoxicilina puede producir hiperglucemia. En alguna rara ocasión se ha observado nefritis intersticial con necrosis tubular renal y síndrome nefrótico.
Los efectos secundarios más comunes asociados al tracto digestivo son similares a los de otros antibióticos y se deben a la reducción de la microbiota intestinal:
- náuseas, vómitos
- anorexia
- diarrea
- gastritis
- dolor abdominal
- disfunción eréctil

En algún caso puede producirse colitis pseudomembranosa durante el tratamiento o después, si bien este efecto suele ser bastante raro.
Pueden producirse superinfecciones durante un tratamiento con amoxicilina, en particular si es de larga duración.
Se han comunicado candidiasis orales y vaginales.
Los efectos adversos sobre el sistema nervioso central incluyen cefaleas, agitación, insomnio, y confusión, aunque no son muy frecuentes.
Se han comunicado convulsiones en pacientes con insuficiencia renal a los que se administraron penicilinas en grandes dosis [11] y por lo tanto las dosis de amoxicilina deben reajustarse convenientemente en estos pacientes.
Los efectos hematológicos son poco frecuentes y suelen ir asociados a reacciones de hipersensibilidad.
Se han descrito:
- eosinofilia y hemólisis anemia (incluyendo anemia hemolítica).
- trombocitopenia
- púrpura trombocitopénica
- neutropenia
- agranulocitosis y
- leucopenia.

Estas reacciones adversas son reversibles al descontinuar el tratamiento.

## Precauciones
Como todos los antibióticos, solo debe usarse con prescripción médica.[cita requerida]

## Marcas comerciales
| Nombre comercial                   | Marca                                     |
| Clavulin (con Ácido clavulánico)   | GlaxoSmithKline                           |
| Curam (con Ácido clavulánico)      | Sandoz                                    |
| Optamox (con Ácido clavulánico)    | Roemmers                                  |
| Velamox                            | Ansolat (Portugal - Sanfer)               |
| Velamox CL (con Ácido clavulánico) | Ansolat (Portugal - Sanfer)               |
| Moxtam (con Ácido clavulánico)     | Libra                                     |
| Cla-Biomox (con Ácido clavulánico) | Laboratorio de Aplicaciones Médicas (LAM) |
| Penamox                            | Sanfer                                    |